# Vila Maria
Vila Maria is een gemeente in de Braziliaanse deelstaat Rio Grande do Sul. De gemeente telt 4.299 inwoners (schatting 2009).

## Aangrenzende gemeenten
De gemeente grenst aan Camargo, Casca, Marau, Montauri, Nova Alvorada en Santo Antônio do Palma.